# کوه لوئیس (نیو ساوت ولز)
کوه لوئیس (به انگلیسی: Mount Lewis) یک حومه شهر در استرالیا است که در نیو ساوت ولز واقع شده‌است.